# أرشيبالد سي. نيفن
أرشيبالد سي. نيفن هو قاضي ومحامي وسياسي أمريكي، ولد في 8 ديسمبر 1803 في نيوبورغ في الولايات المتحدة، وتوفي في 21 فبراير 1882. نشط حزبياً في الحزب الديمقراطي. وقد انتخب عضو مجلس ولاية نيويورك ‏ وانتخب عضو مجلس النواب الأمريكي ‏.